# Lisa Rabensteiner
Pour les articles homonymes, voir Rabensteiner.
Lisa Rabensteiner, née le 4 novembre 1993, est une coureuse cycliste italienne, spécialiste de VTT cross-country. Elle termine 3e du classement général de la coupe du monde de VTT cross-country espoirs 2015. Elle arrête la compétition en 2018.

## Biographie
Elle arrête la compétition en 2018.

## Palmarès en VTT cross-country

### Championnats du monde
- 2014 : 22e du cross-country espoirs

### Coupe du monde
- Coupe du monde de cross-country espoirs
  - 2014 : 6e du classement général
  - 2015 : 3e du classement général
- Coupe du monde de cross-country élites
  - 2016 : 42e du classement général
  - 2017 : 33e du classement général

### Championnats d'Europe
- 2014 :  Médaillé de bronze du relais cross-country

### Championnats d'Italie
- 2013
  -  Championne d'Italie de cross-country espoirs
- 2014
  -  Championne d'Italie de cross-country espoirs